# Margaretha van Saksen (1840-1858)

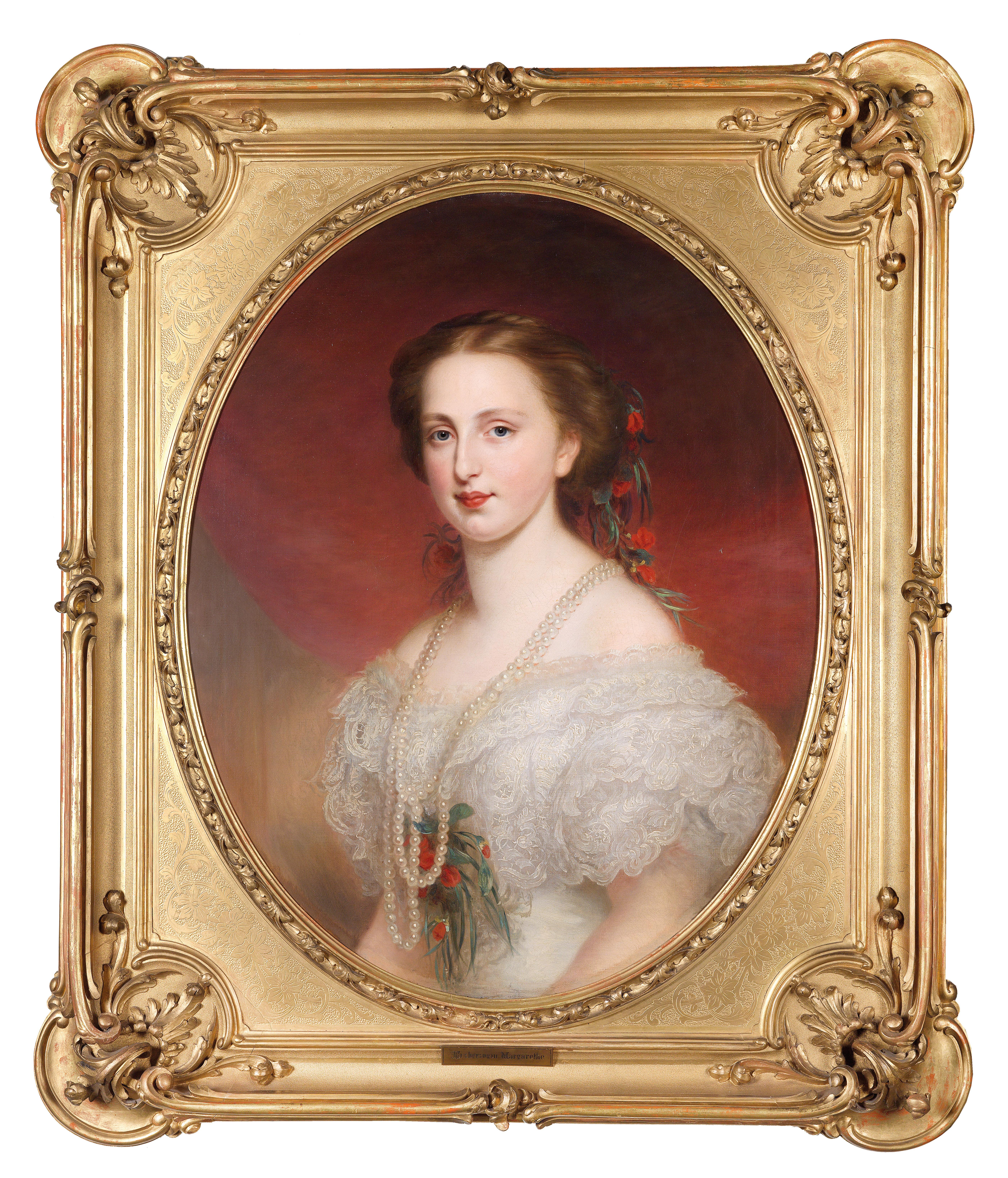
Margaretha van Saksen

Margaretha Caroline van Saksen (Dresden, 24 mei 1840 – Monza, 15 september 1858) was een Saksische prinses en, later, door haar huwelijk aartshertogin van Oostenrijk.
Margaretha was de op een na jongste dochter van de Saksische koning Johan I en diens vrouw Amalie Augusta van Beieren.
Op 4 november 1856 trouwde ze met haar neef, de Oostenrijkse aartshertog Karel Lodewijk, een broer van de Oostenrijkse keizer Frans Jozef I.
Het huwelijk, dat niet ongelukkig heette te zijn, duurde maar kort. Tijdens een reis naar Italië werd de pas achttienjarige aartshertogin ziek. Ze bleek tyfus te hebben, een ziekte waaraan ze snel overleed. Met uitzondering van haar hart, dat werd bijgezet in de hofkapel van Innsbruck, werd zij begraven in Monza. 